# Reichenrott
Reichenrott ist ein Gemeindeteil der Gemeinde Schönberg, die zur Verwaltungsgemeinschaft Oberbergkirchen im Landkreis Mühldorf im Regierungsbezirk Oberbayern gehört und im Bundesland Bayern liegt. 

## Lage
Der Weiler Reichenrott liegt ca. 2,1 km südlich von Schönberg.

## Ortsname

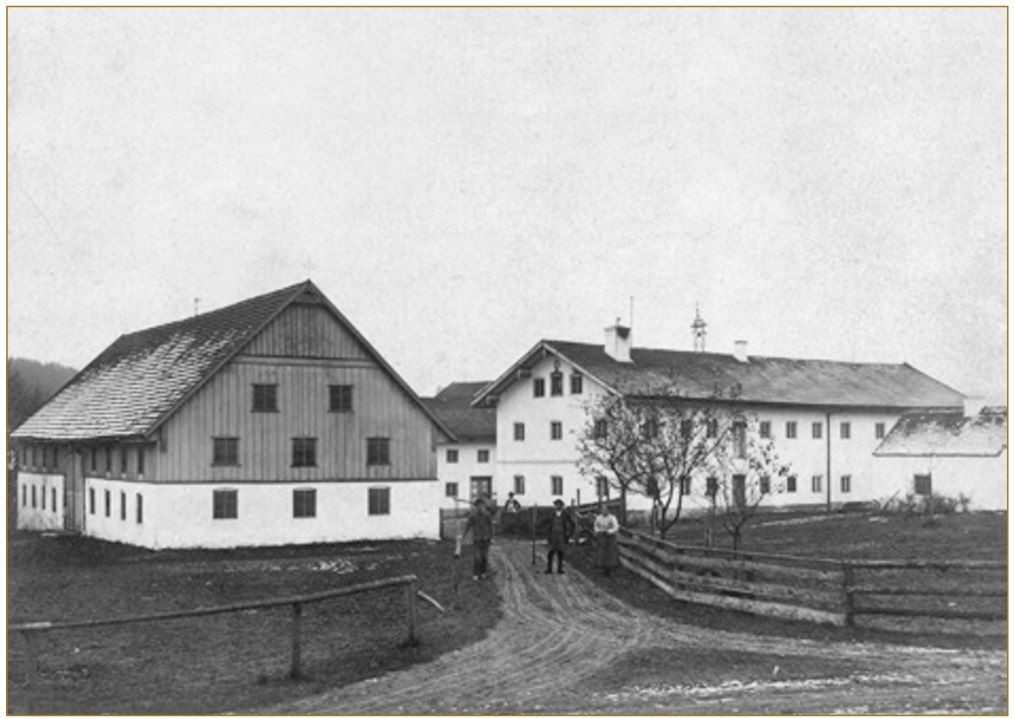
Das Mülleranwesen in Reichenrott von Norden, rechts das Backhaus, um 1910

Der Ort wurde 1500 als Reichenrott, 1532 als Reichertsrot, 1554 als Reichersroth und 1665 Reichersraidt urkundlich erwähnt. Der Ortsname geht wohl auf einen Mann namens Reicher (Richheri) oder Reiker zurück, der an dem Bach Rott wohnte.

## Bevölkerungsentwicklung
Um 1812 gab es in Reichenrott folgende Wohngebäude: Hsnr. 76 = Popphof, Hsnr. 77 = Zuhaus zum Popphof, Hsnr. 78 = Erhard, Hsnr. 79 = Bauer, Hsnr. 80 = Müller.
In Reichenrott gab es 1871 zwanzig Einwohner. Im Mai 1987 lebten dort zwölf Einwohner in drei Wohngebäuden, von denen eines in zwei Wohnungen aufgeteilt war.
| Jahr      | 1871 | 1925 | 1950 | 1970 | 1987 |
| Einwohner | 20   | 20   | 32   | 11   | 12   |